# Amami
Amami (japanska: 奄美市?, Amami-shi) är en stad i prefekturen Kagoshima i södra Japan.

## Geografi
Amami är huvudort på ön Amami-Ōshima bland Amamiöarna. 
Hamnen har regelbundna färjeförbindelser med Kagoshima på fastlandet.

## Historia
Staden bildades den 20 mars 2006 genom en sammanslagning av flera kommuner inom Oshimadistriktet. De tidigare fristående delarna var staden Naze och kommunerna Kasari-chō och Sumivō-son.

## Galleri

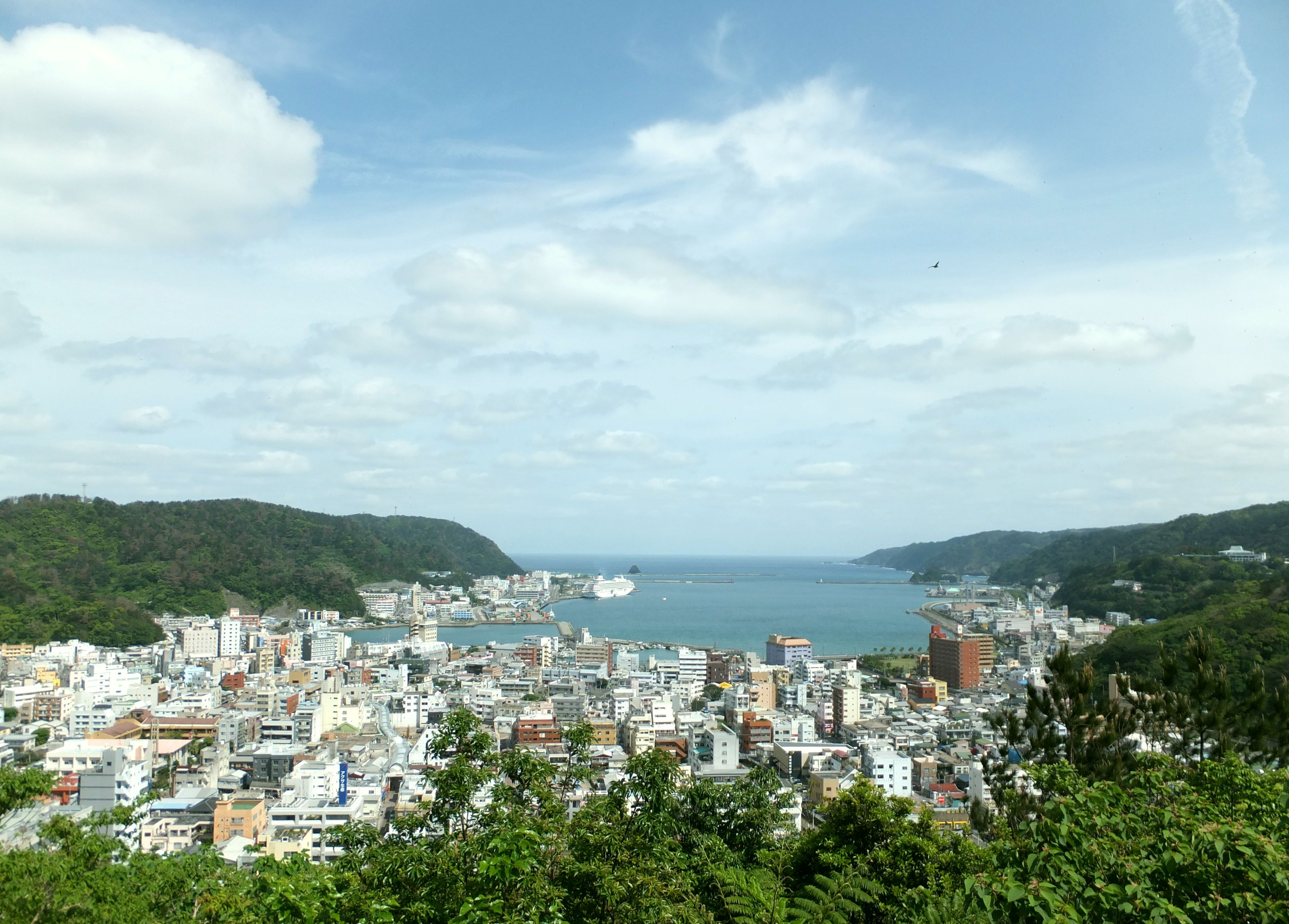
Amami city
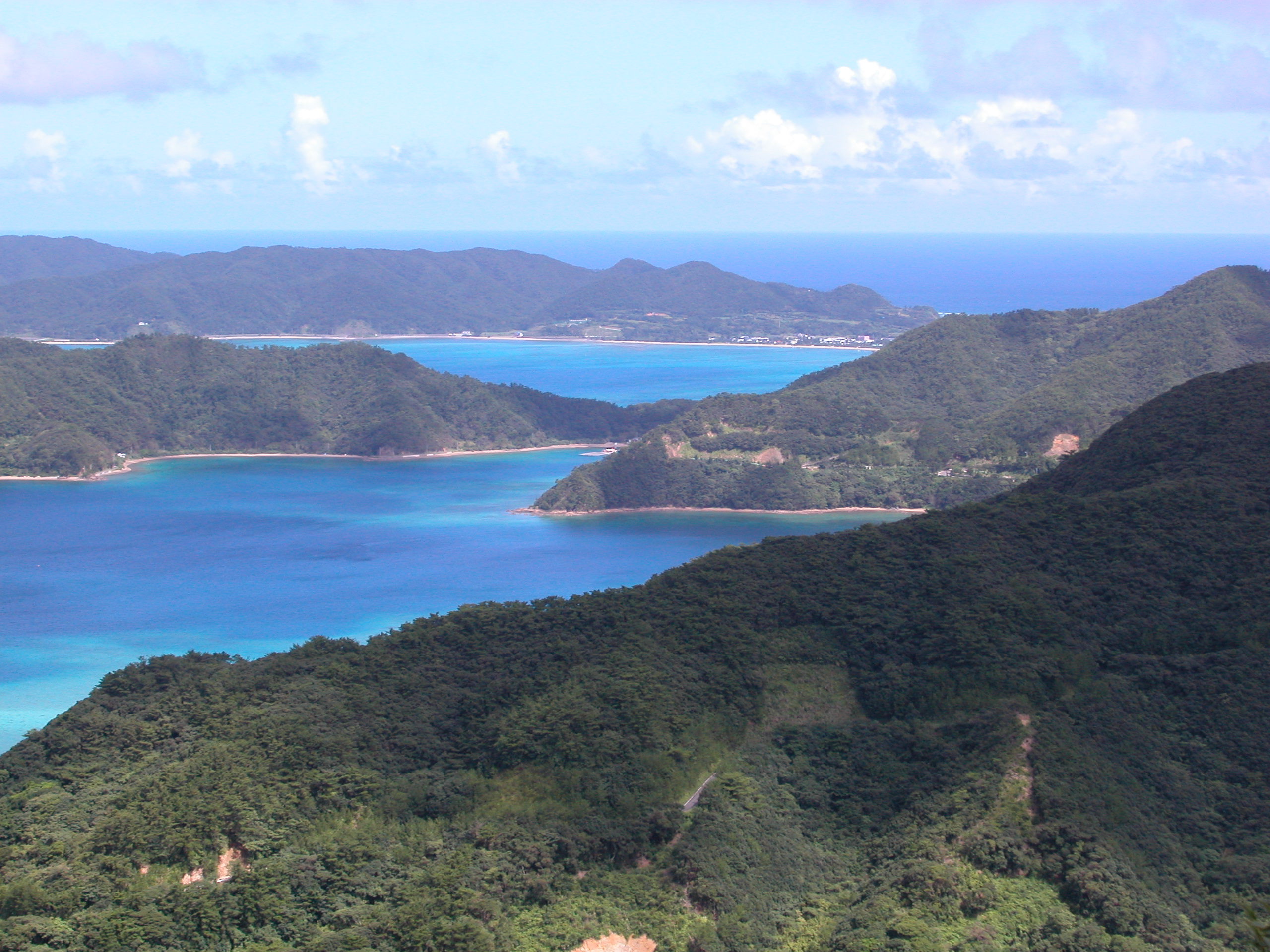
Stränderna vid Amami